# ملاسما

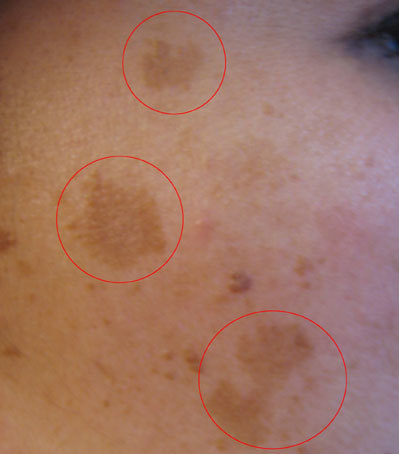
لکه‌های ملاسما روی پوست صورت یک زن جوان.

ملاسما (به انگلیسی: Melasma) یا کلواسما فاسیه که در زنان باردار با نام ماسک بارداری نیز شناخته می شود یک تغییر رنگ برنزه یا تیره در پوست صورت انسان است. تصور می شود که ملاسما به دلیل قرار گرفتن در معرض نور خورشید، استعداد ژنتیکی، تغییرات هورمونی و تحریک پوست ایجاد می شود. اگرچه ممکن است هر دو جنس را درگیر کند اما به ویژه در زنان باردار و کسانی که از داروهای ضد بارداری خوراکی یا درمان جایگزینی هورمون استفاده می‌کنند، شایع‌تر است.

## علائم و نشانه ها
علائم شامل ماکول‌ها و لکه (پَچ) های تیره، نامنظم، کاملاً مشخص و قرینه هستند. این لکه ها اغلب به صورت تدریجی ایجاد می شوند. ملاسما هیچ علامت دیگری به جز تغییر رنگ پوست و مشکلات زیبایی ایجاد نمی کند. محل آن در  سه بخش صورت قابل طبقه بندی است: ناحیه میانی صورت (روی پیشانی، بینی، لب بالا و چانه)، ناحیه مالار ( گونه ها) و ناحیه آرواره‌ای.

## درمان
مهمترین درمان پرهیز از آفتاب با پوشیدن کلاه و استفاده از کرم‌های ضد آفتاب در طول روز است. ضد آفتاب‌های حاوی روی (Zinc) بهترین اثر بخشی را دارند.
سایر درمان های موضعی شامل کرم های روشن کننده پوست حاوی ترتینوئین، هیدروکینون، آزلائیک اسید، کوجیک اسید یا ترکیبی از اینها (کرم Tri-Luma) به مدت ۶ ماه است.
لازم است بیمار قبل از مصرف داروها در مورد عوارض کرم های روشن کننده (بخصوص هیدروکینون) آگاهی داشته باشد.